# Rhamdia
Rhamdia es un género zoológico de peces en la familia de las Pimelodidae.

## Especies
- Rhamdia argentina (Humboldt, 1821)
- Rhamdia cinerascens (Günther, 1860)
- Rhamdia enfurnada Bichuette & Trajano, 2005
- Rhamdia eurycephala Angrizani & Malabarba, 2018[1]
- Rhamdia foina (J. P. Müller & Troschel, 1849)
- Rhamdia gabrielae Angrizani & Malabarba, 2018[1]
- Rhamdia guasarensis DoNascimiento, Provenzano & Lundberg, 2004
- Rhamdia guatemalensis (Günther, 1864)
- Rhamdia humilis (Günther, 1864)
- Rhamdia itacaiunas Silfvergrip, 1996
- Rhamdia jequitinhonha Silfvergrip, 1996
- Rhamdia laluchensis A. Weber, Allegrucci & Sbordoni, 2003
- Rhamdia laticauda (Kner, 1857)
- Rhamdia laukidi Bleeker, 1858
- Rhamdia macuspanensis A. Weber & Wilkens, 1998
- Rhamdia muelleri (Günther, 1864)
- Rhamdia nicaraguensis (Günther, 1864)
- Rhamdia parryi C. H. Eigenmann & R. S. Eigenmann, 1888
- Rhamdia poeyi C. H. Eigenmann & R. S. Eigenmann, 1888
- Rhamdia quelen (Quoy & Gaimard, 1824)
- Rhamdia reddelli R. R. Miller, 1984
- Rhamdia saijaensis Rendahl, 1941
- Rhamdia schomburgkii Bleeker, 1858
- Rhamdia velifer (Humboldt, 1821)
- Rhamdia xetequepeque Silfvergrip, 1996
- Rhamdia zongolicensis Wilkens, 1993